# Eugène Isabey
Eugène Louis Gabriel Isabey (Parijs, 22 juli 1803 – Montévrain, 25 april 1886) was een Franse schilder, lithograaf en aquarellist in de romantische stijl. 

## Jeugd en opleiding
Hij was een zoon van Jean Baptiste Isabey, een beroemde portretschilder en miniaturist die werkte onder bescherming van de keizerlijke familie. Oorspronkelijk wilde de jonge Isabey matroos worden, maar zijn vader stond erop dat hij het schilderen zou leren. Na zijn studie met zijn eigen vader als leermeester en na het kopiëren van de oude meesters in het Louvre begon hij in 1824 als zelfstandig kunstschilder. Hij deelde aanvankelijk samen het atelier met de landschapsschilder Xavier Leprince in Honfleur (Bourgondië); na de vroegtijdige dood van Leprince verhuisde de jonge Isabey naar Saint-Siméon. Een jaar later stuurde hij enkele landschappen in voor de jaarlijkse tentoonstelling in Parijs van de officiële Salon, waar ze werden getoond.

## Leven en werken
In 1831 werd Isabey uitgekozen tot het begeleiden van een diplomatieke missie naar Marokko, maar hij weigerde. Hij was zojuist teruggekomen van een korte reis naar Algiers, waar hij scènes had geschilderd van de campagne van de Franse marine. Hij vreesde dat de situatie in Marokko te onrustig zou zijn om er langdurig te kunnen verblijven. Zijn vriend Eugène Delacroix zou daarna het aanbod overnemen en er meer dan 100 werken creëren, die later als klassiekers van het Franse oriëntalisme werden beschouwd.
Kort daarop kreeg Isabey de functie van hofschilder voor koning Louis-Philippe I aangeboden; hij werd in 1832 tot ridder benoemd in de Légion d'Honneur. Een van zijn bekendste doeken schilderde hij rond 1840; het toont de terugkeer van de overblijfselen van Napoleon uit Sint-Helena aan boord van het schip de 'Belle Poule'.
Toen Isabey in 1845 naar Den Haag kwam, prees Andreas Schelfhout zijn toenmalige leerling Johan Barthold Jongkind bij de Franse meester aan. Deze nodigde daarop Jongkind uit om in Parijs op zijn atelier te komen werken. Isabey was regelmatig in Nederland te vinden om hier te werken. Zo was hij in 1839 op Texel en in de jaren 1839 tot 1846 onder andere in Scheveningen, Delft en Rotterdam. Er bestaat ook een werk van Isabey uit 1860 dat het strand van Scheveningen als onderwerp heeft.
Isabey heeft historische schilderijen gemaakt, genretaferelen en landschapsschilderijen; hij maakte ook werken met afbeeldingen van hevige stormen en scheepswrakken. Tijdens een reis naar Engeland heeft hij het werk van J.M.W. Turner bestudeerd. Isabey was met name bekwaam in het weergeven van subtiliteiten in donkere kleurtinten, wat als een vorm van grisaille kan worden gezien. Hij accepteerde regelmatig studenten en liet ze dan in zijn atelier in Parijs werken, onder wie Eugène Boudin, Johan Barthold Jongkind en Durand-Brager. In zijn latere jaren werd hij van zee-schilder een schilder van historische scènes - meestal van gewelddadige aard - zoals bloedbaden, duels en overvallen.

## Galerij van zijn werken (selectie)

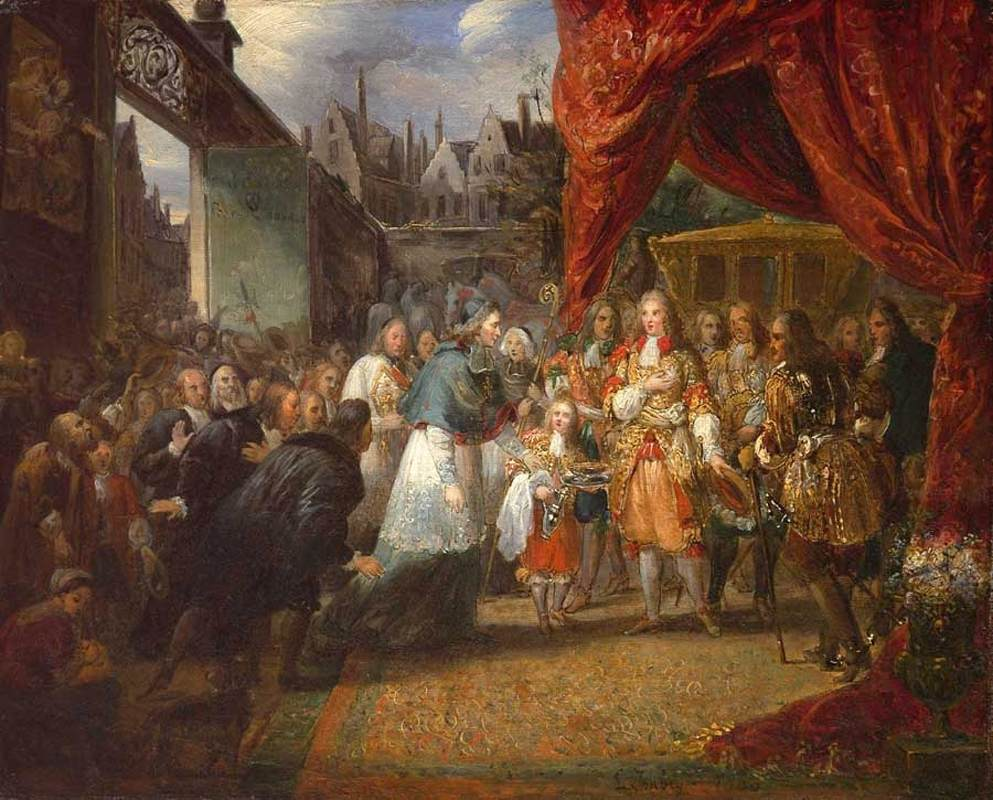
Louis XIV entrant dans Paris, 1830, privé-collectie
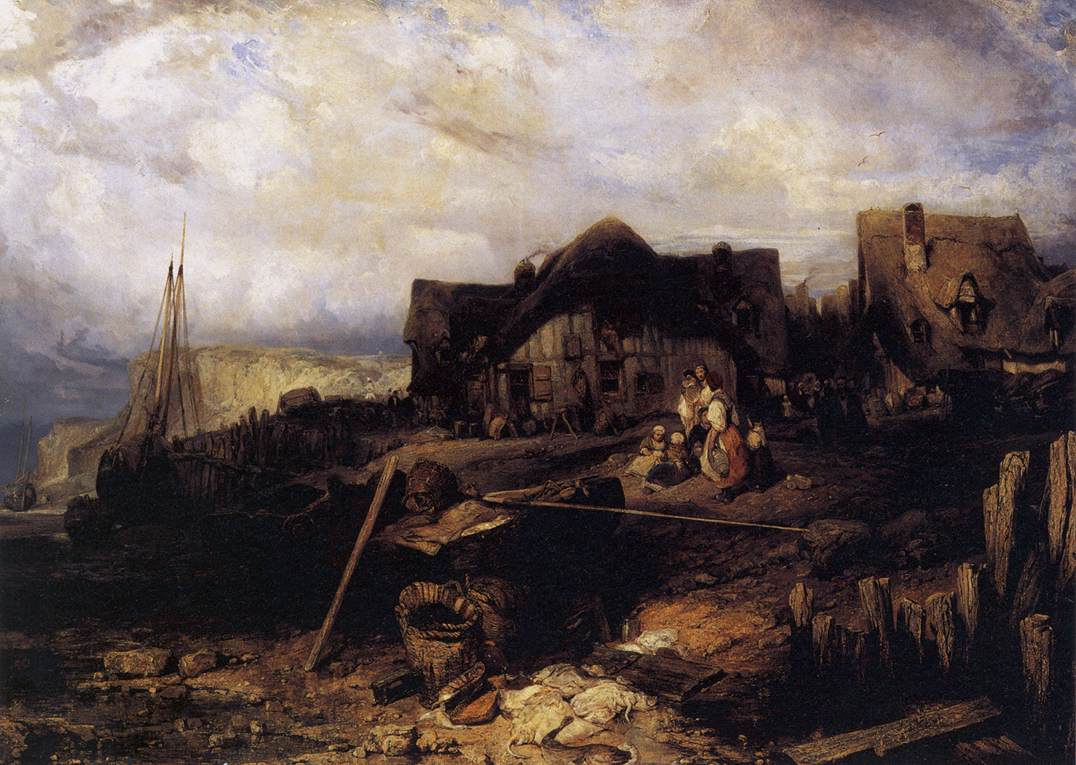
Plage à marée basse (Kust bij laag tij), 1833, Louvre
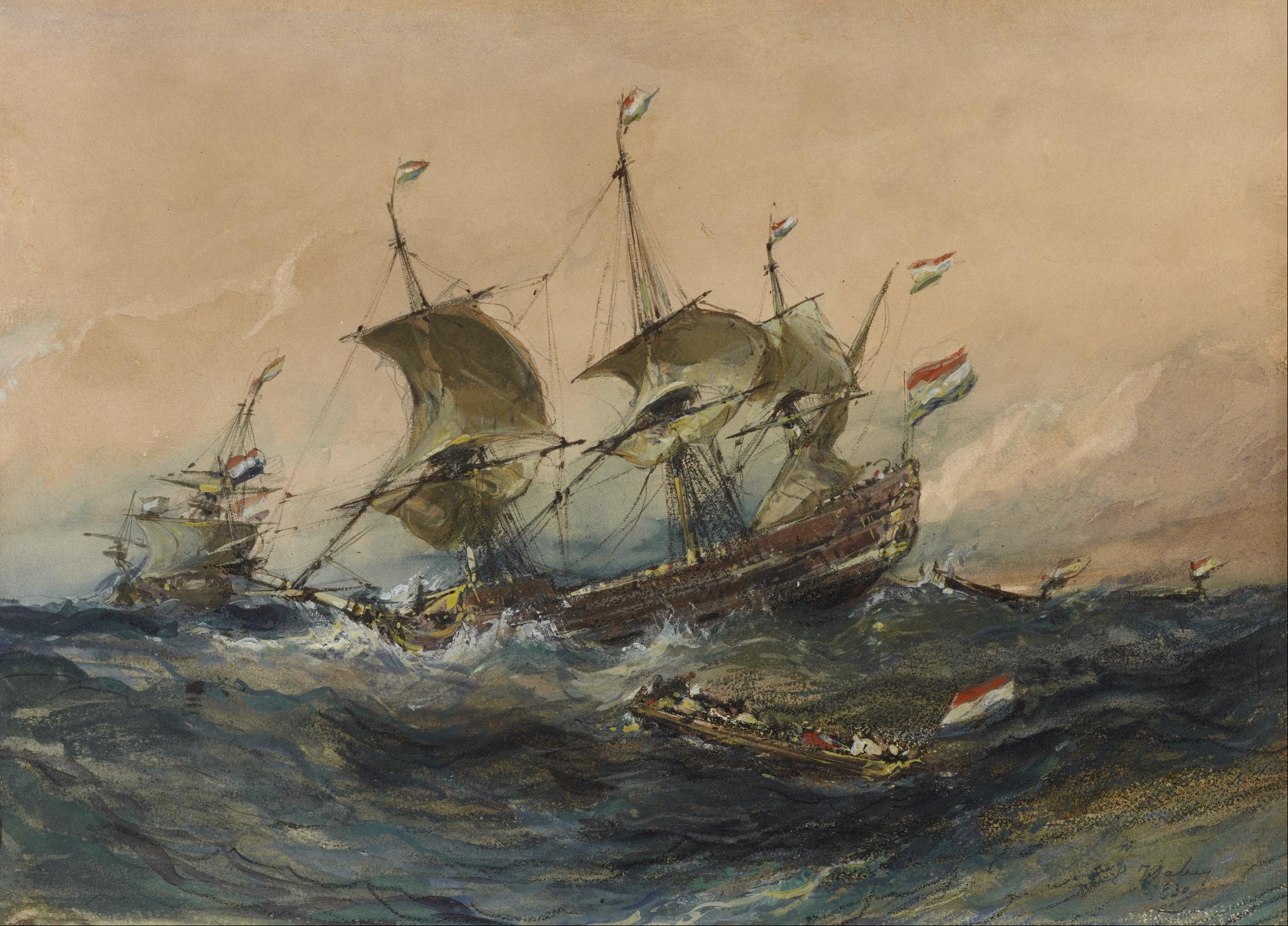
Hollandse schepen in de storm, 1839, Museum of Fine Arts (Houston)
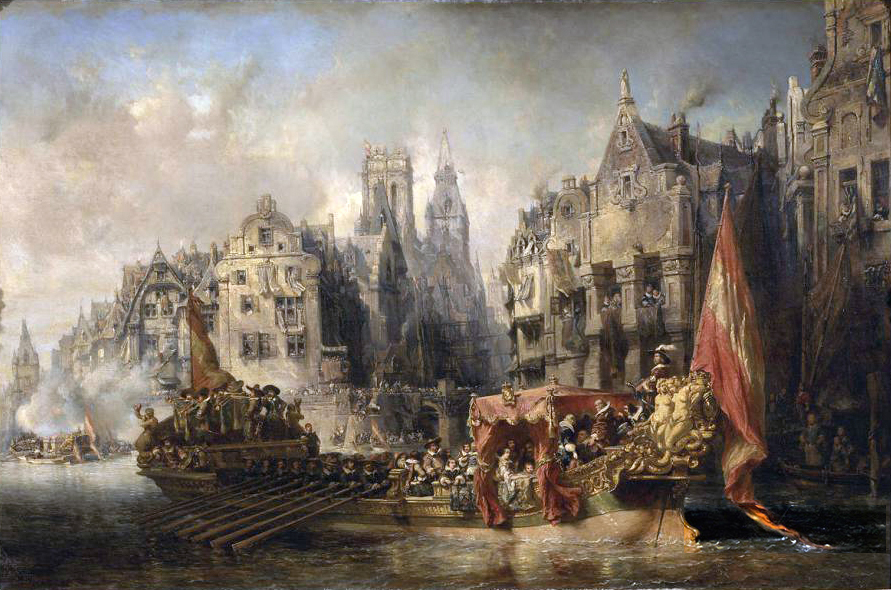
Aankomst van de Hertog van Alva te Rotterdam in 1567, 1844, Musée d'Orsay
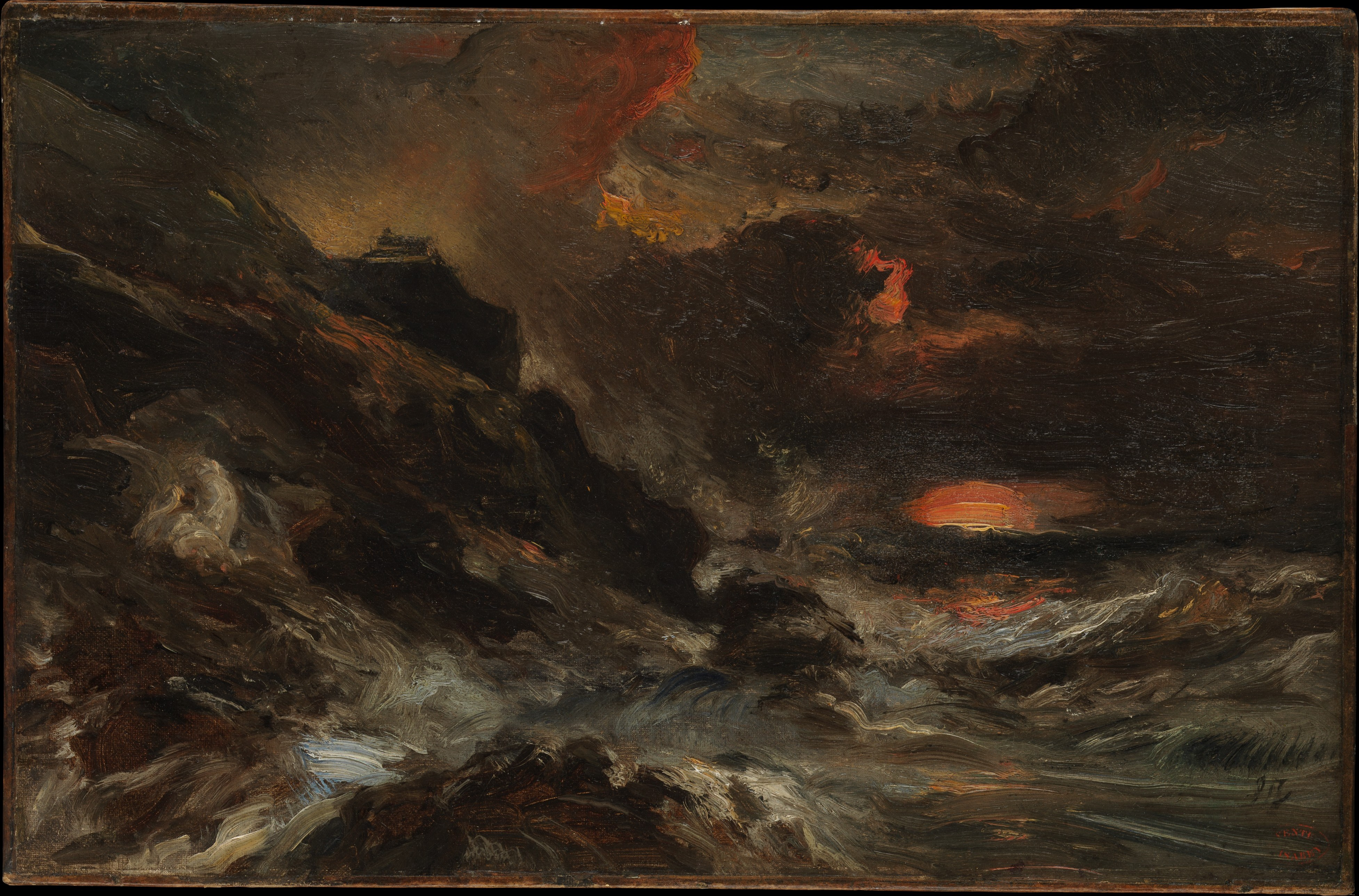
Storm aan de Normandische Kust, ca. 1850, Metropolitan Museum of Art
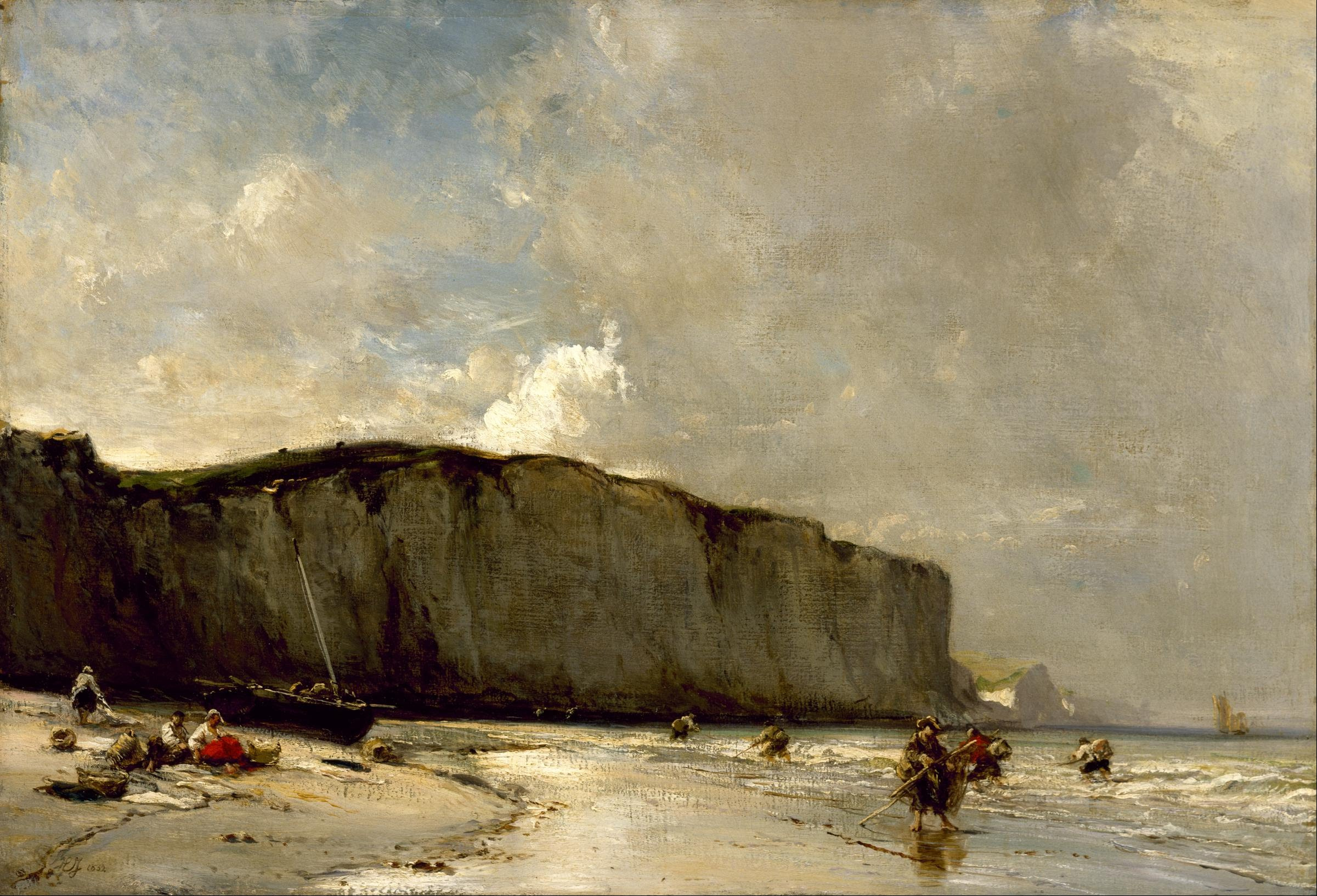
Uitzicht over de Normandische Kust, 1852
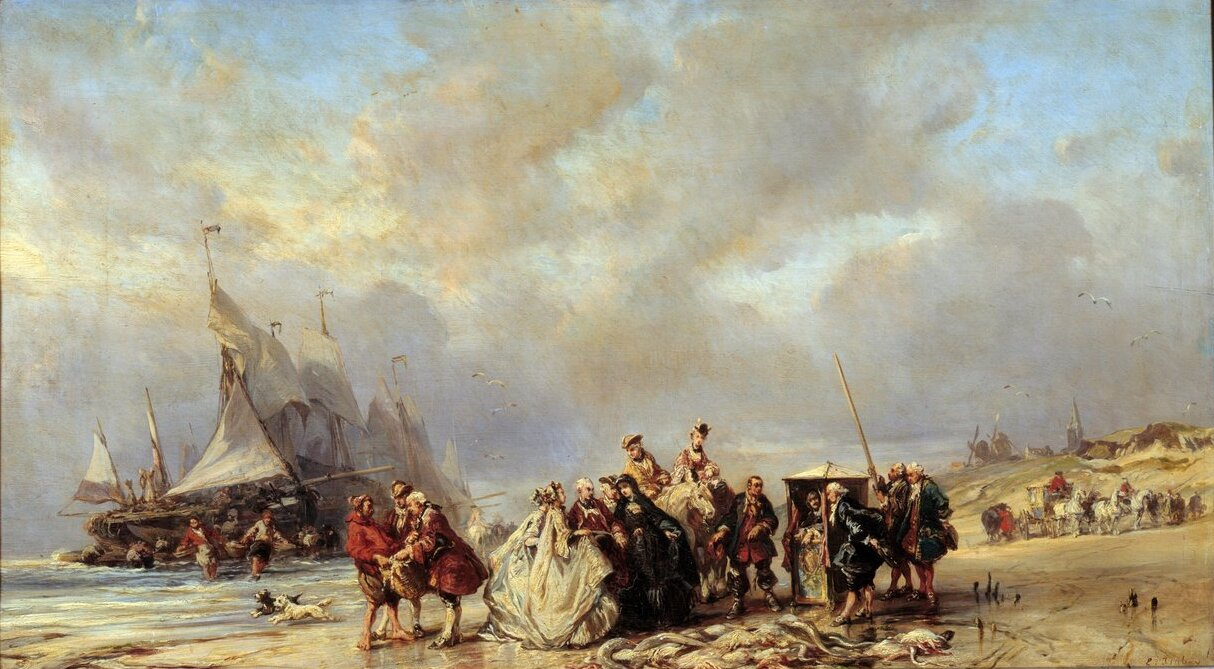
Heren aan het strand van Scheveningen, 1860
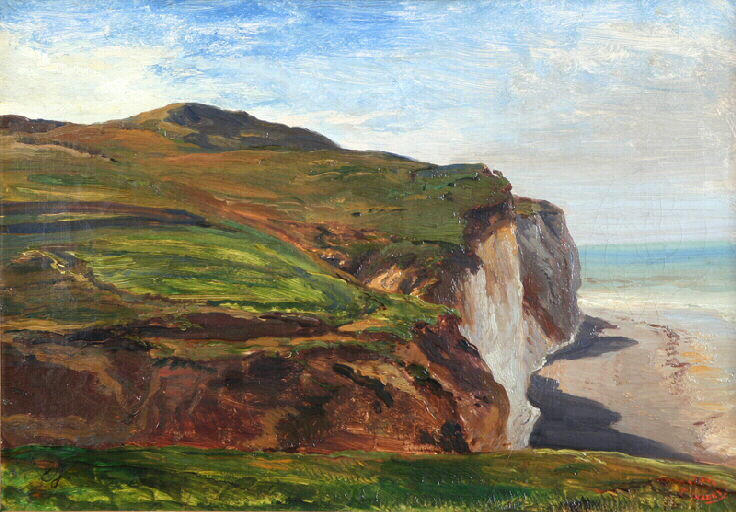
Falaises en Normandie, na 1870, collectie van Château-Musée de Dieppe